# Cosmos Rockin'
Cosmos Rockin' è una canzone dei Queen + Paul Rodgers. È la prima traccia dell'album The Cosmos Rocks.

## Descrizione
Il testo della canzone parla di una persona sola dentro casa che ascolta il rock'n'roll. In questa canzone Roger Taylor (storico batterista dei Queen) usa la sua solita batteria color acero e userà piatti Zildjian k custom.

## Formazione
- Paul Rodgers - voce, pianoforte
- Brian May - chitarra, cori
- Roger Taylor - batteria, cori